# Adliyya Baku
El Adliyya Baku (en azerí: Ədliyyə Bakı Futbol Klubu) fue un equipo de fútbol de Azerbaiyán que jugó en la Liga Premier de Azerbaiyán, la primera división nacional.

## Historia
Fue fundado en el año 2001 en la capital Bakú como equipo de la Primera División de Azerbaiyán. En 2003 juega por primera vez en la Liga Premier de Azerbaiyán, donde jugó dos temporadas hasta que descendió en 2004/05 al terminar en último lugar entre 16 equipos.
Luego de seis temporadas en la segunda categoría el club desapareció en 2011.

## Temporadas
| Temporada | Div.               | Pos.               | J                  | G                  | E                  | P                  | GF                 | GC                 | PTS                | Copa               |
| --------- | ------------------ | ------------------ | ------------------ | ------------------ | ------------------ | ------------------ | ------------------ | ------------------ | ------------------ | ------------------ |
| 2001–02   | 2                  | 5                  | 12                 | 3                  | 2                  | 7                  | 11                 | 18                 | 11                 | Primera ronda      |
| 2002–03   | No hubo temporada. | No hubo temporada. | No hubo temporada. | No hubo temporada. | No hubo temporada. | No hubo temporada. | No hubo temporada. | No hubo temporada. | No hubo temporada. | No hubo temporada. |
| 2003–04   | 1                  | 9                  | 26                 | 7                  | 8                  | 11                 | 27                 | 40                 | 29                 | 1/8                |
| 2004–05   | 1                  | 16                 | 34                 | 7                  | 4                  | 23                 | 24                 | 66                 | 25                 | Primera ronda      |
| 2005–06   | 2                  | 6                  | 30                 | 16                 | 8                  | 6                  | 63                 | 30                 | 56                 | Primera ronda      |
| 2006–07   | 2                  | 4                  | 20                 | 12                 | 2                  | 6                  | 38                 | 26                 | 38                 | 1/16               |
| 2007–08   | 2                  | 8                  | 16                 | 0                  | 1                  | 15                 | 5                  | 46                 | 1                  | N/A                |
| 2008–09   | 2                  | 6                  | 28                 | 10                 | 5                  | 13                 | 47                 | 45                 | 35                 | N/A                |
| 2009–10   | 2                  | 11                 | 22                 | 3                  | 5                  | 14                 | 16                 | 40                 | 14                 | N/A                |
| 2010–11   | 2                  | 14                 | 26                 | 3                  | 4                  | 19                 | 13                 | 67                 | 13                 | N/A                |